# Satanas (film)
Satanas is een Duitse horrorfilm uit 1920 onder regie van Friedrich Wilhelm Murnau. Van de film is slechts een kort fragment bewaard gebleven.

## Verhaal
Satan reist door de tijd op zoek naar vergiffenis. Hij zal enkel toegang krijgen tot de hemel, wanneer hij het ogenblik in de geschiedenis van de mensheid vindt waar het kwade uit het goede vloeide.

## Rolverdeling
| Acteur               | Personage                              |
| -------------------- | -------------------------------------- |
| Fritz Kortner        | Farao Amenhotep                        |
| Sadjah Gezza         | Nouri                                  |
| Ernst Hofmann        | Jorab                                  |
| Margit Barnay        | Phahi, gemalin van de farao            |
| Else Berna           | Lucrezia Borgia                        |
| Kurt Ehrle           | Gennaro                                |
| Jaro Fürth           | Rustinghella                           |
| Ernst Stahl-Nachbaur | Alfonso d'Este                         |
| Martin Wolfgang      | Hans Conrad                            |
| Marija Leiko         | Irene                                  |
| Elsa Wagner          | Moeder Conrad                          |
| Max Kronert          | Vader Conrad                           |
| Conrad Veidt         | Satan / Kluizenaar / Gubetta / Grodski |